# Jim Yong Kim
Jim Yong Kim (hangul: 김용, n. 8 decembrie 1959, Seul, Coreea de Sud) este un medic și antropolog american de origine coreeană. Deține funcția de președinte al Universității Dartmouth din New Hampshire și de președinte al Băncii Mondiale (din 1 iulie 2012).